# Apterocis subaeneus
Apterocis subaeneus är en skalbaggsart som beskrevs av Perkins 1900. Apterocis subaeneus ingår i släktet Apterocis och familjen trädsvampborrare. Inga underarter finns listade i Catalogue of Life.